# Robert Scott Lauder
 (juin 2023).
Si vous disposez d'ouvrages ou d'articles de référence ou si vous connaissez des sites web de qualité traitant du thème abordé ici, merci de compléter l'article en donnant les références utiles à sa vérifiabilité et en les liant à la section « Notes et références ».
Pour les articles homonymes, voir Lauder.
Robert Scott Lauder (25 juin 1803 - 21 avril 1869) est un artiste écossais qui se décrit comme un « peintre d'histoire ». Il est l'un des premiers membres de la Royal Scottish Academy.

## Biographie

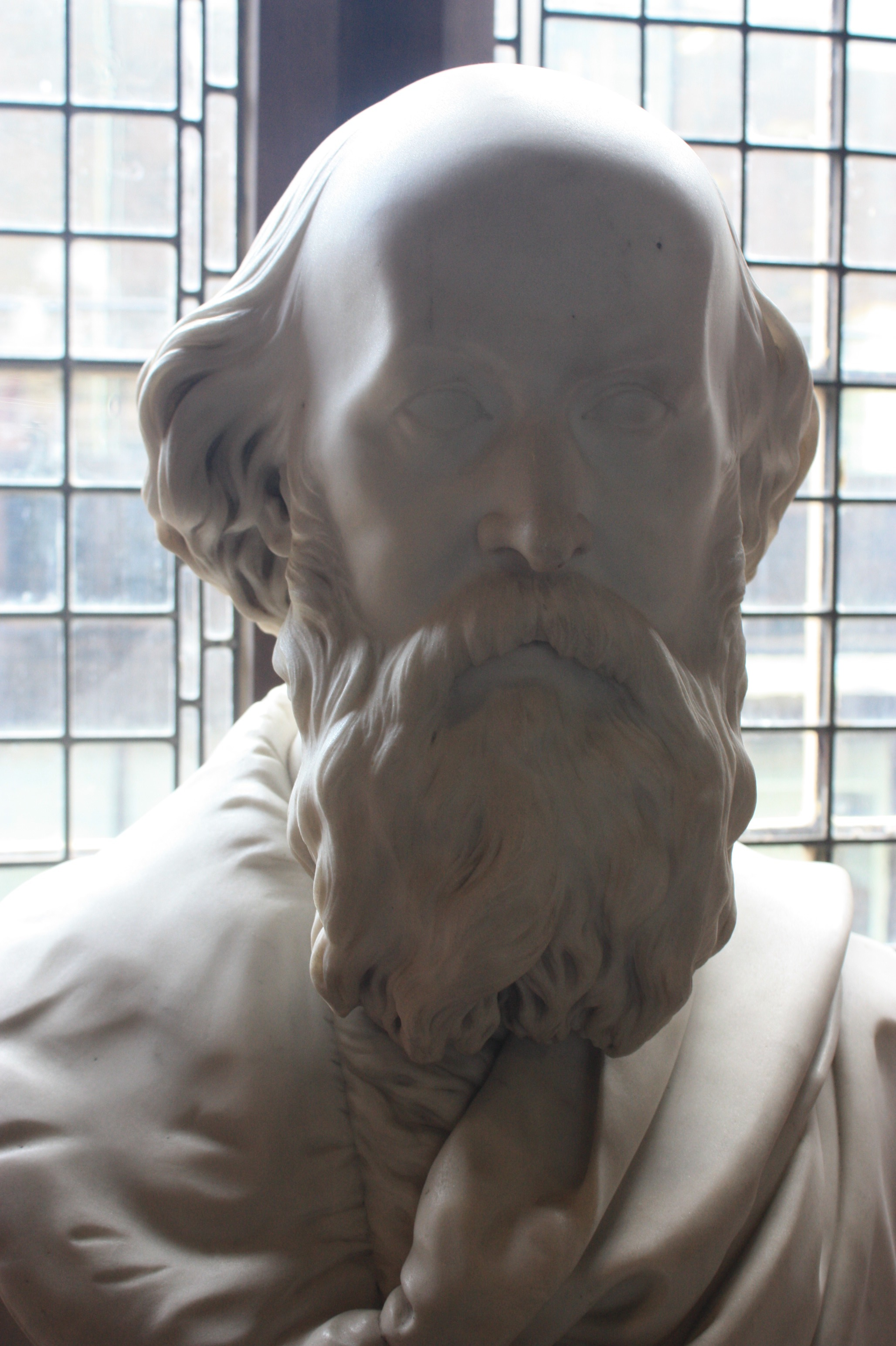
Robert Scott Lauder par John Hutchison, 1861

Lauder est né à Silvermills, Édimbourg, troisième fils d'Helen Tait (décédée en 1850) et de John Lauder de Silvermills (décédé en 1838), Burgess d'Édimbourg et propriétaire de la tannerie de Silvermills. Après avoir fréquenté la Royal High School, il se rend à Londres, où son frère aîné William travaille dans l'entreprise familiale.
Il retourne à Édimbourg vers 1826 et est l'un des premiers membres de la Royal Scottish Academy en 1830. À ce stade, Lauder vit avec son frère William Lauder au 24 Fettes Row dans la nouvelle ville d'Édimbourg. Le 9 septembre 1833, à l'église St Cuthbert d'Édimbourg, il épouse Isabella Ramsay Thomson et ils partent ensuite à l'étranger, accompagnés de son jeune frère artiste, James Eckford Lauder (en). Robert étudie pendant quelques années à Rome, Florence, Bologne, Venise et Munich.
Lauder retourne à Londres en 1838 où il vit plusieurs années. Ses trois enfants, Isabella, John et Robert, sont baptisés à l'église St. Thomas, Southwark, en 1840, 1841 et 1844. Pendant son séjour à Londres, il expose à la Royal Academy et participe au concours du Westminster Hall de 1847, envoyant son Christ marchant sur la mer, qui est ensuite acheté par Lady Angela Burdett-Coutts. Il devient le premier président de l'éphémère Institution Nationale des Beaux-Arts et y expose également.
Plus tard, il retourne à Édimbourg en 1849 où ses deux fils, Robert Scott Lauder, Jr. (né en 1844), qui devient médecin, et John Thomson Lauder (1841–1865), fréquentent l'Académie d'Édimbourg. Les romans de Walter Scott lui fournissent des sujets pour bon nombre de ses peintures historiques les plus réussies. Vers 1860, il subit une attaque de paralysie et ne peint plus après 1861. Il meurt à Édimbourg d'une bronchite le 21 avril 1869, toujours paralysé.
Il est enterré au cimetière de Warriston à Édimbourg, sous une grande pierre de grès pâle incrustée de marbre sicilien blanc, sculptée par John Hutchison. Son frère cadet, James Eckford Lauder, est enterré avec lui.

## Sources
- Bryan's Dictionary of Painters and Engravers, édité par George C. Williamson, Londres 1927, (5 volumes).
- Testaments de John Lauder de Silvermills & Helen Tait, dans les Archives nationales d'Écosse.
- (de) « Publications de et sur Robert Scott Lauder », dans le catalogue en ligne de la Bibliothèque nationale allemande (DNB).